# ジョゼフ・プラトー
ジョゼフ・アントワーヌ・フェルディナン・プラトー（Joseph Antoine Ferdinand Plateau、1801年10月14日 - 1883年9月15日）はベルギーの物理学者である。

## 経歴
ブリュッセルで生まれ、リエージュ大学で学び、1829年に物理学と数理科学の博士として卒業した。
1835年、ヘント大学の実験物理学の教授として任命された。
1836年、プラトーは初期のストロボスコープの装置であるフェナキストスコープを発明した。フェナキストスコープは2枚のディスクから構成されている。観察者が見ることができるように一つのディスクは放射線状で等距離で小さな窓を、もう一つのディスクは一連の画像を含んでいる。二つのディスクが正しい速度で回転をしたとき、窓と画像の同期によってアニメ効果を作り出す。ストロボスコープの写真投影は動作の幻影を作り出し、のちに映画の発展につながった。その功績からベルギーのゲント国際映画祭で1985年から俳優などに贈られるジョゼフ・プラトー賞に名前がつけられている。
プラトーは毛細管現象と表面温度を研究した(Statique expérimentale et théorique des liquides soumis aux seules forces moléculaires, 1873)。
境界と極小曲面に関する数学的な問題は彼の名前をとってプラトーの問題と名付けられた。彼は広範囲に及ぶ石鹸膜の基礎研究を行い、泡の中で石鹸膜が形成する構造を説明するプラトーの法則を公式化した。
網膜残像に夢中になって、太陽を25秒間直接凝視する実験を行った。その結果、彼は後に失明した。彼はゲントで亡くなった。